# Blauwvoet Oevel

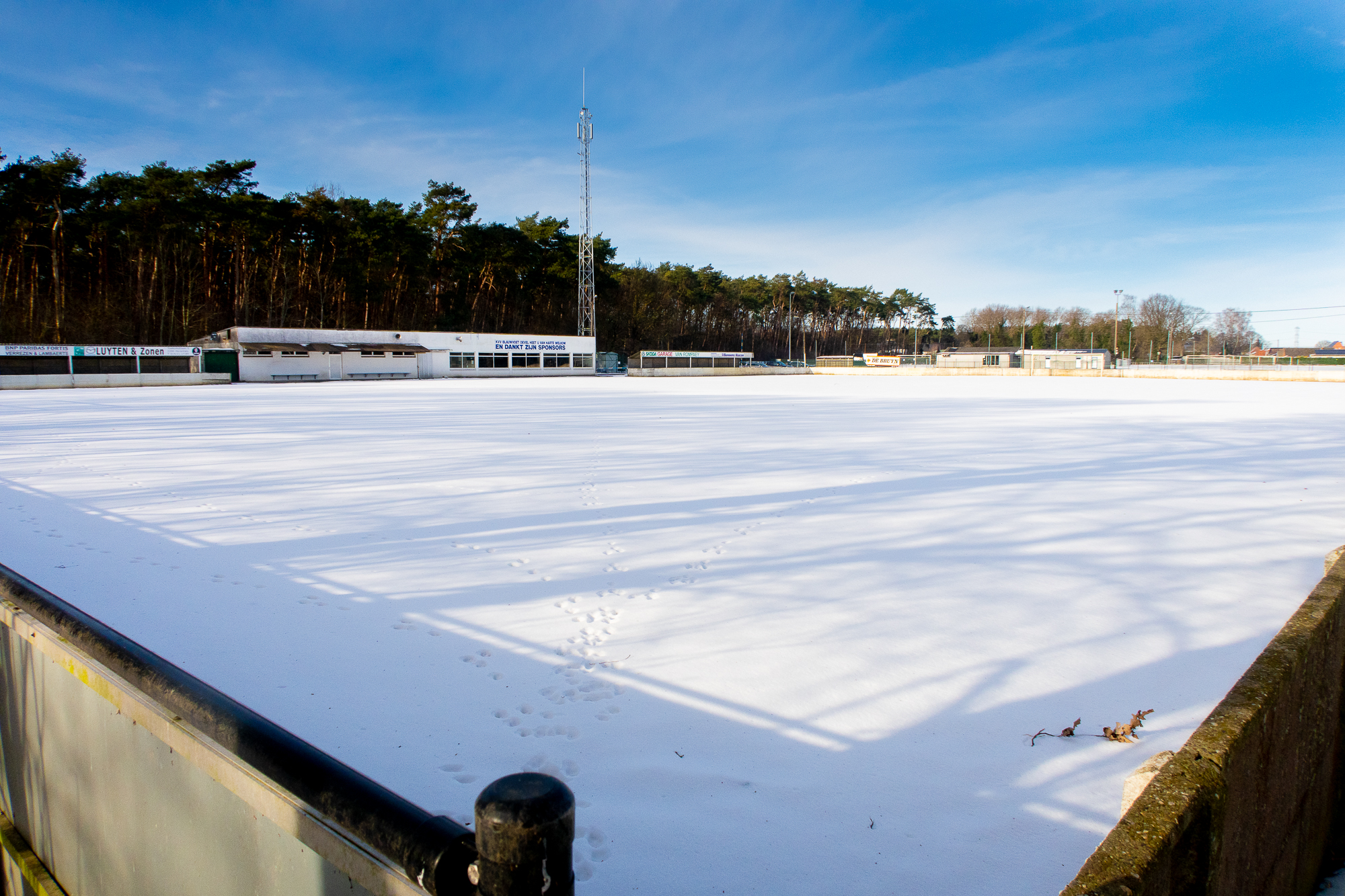
Een winters tafereel in het Sportcentrum Oevel.

Blauwvoet Oevel is een Belgische voetbalclub uit Oevel. De club is aangesloten bij de KBVB met stamnummer 2223 en heeft wit en blauw als kleuren. Oevel sloot zich reeds aan bij de Belgische Voetbalbond in de eerste helft van de jaren 30, maar speelt al heel zijn bestaan in de provinciale reeksen.